# Kon-Tiki (film fra 2012)
Kon-Tiki er en historisk dramafilm fra 2012 instrueret af Joachim Rønning og Espen Sandberg, der omhandler Kon-Tiki-ekspeditionen i 1947. Rollen som Thor Heyerdahl spilles af Pål Sverre Valheim Hagen. Filmen blev nomineret til en Oscar for bedste fremmedsprogede film ved Oscaruddelingen 2013.

## Medvirkende
- Pål Sverre Valheim Hagen som Thor Heyerdahl
- Anders Baasmo Christiansen som Herman Watzinger
- Tobias Santelmann som Knut Haugland
- Gustaf Skarsgård som Bengt Danielsson
- Odd-Magnus Williamson som Erik Hesselberg
- Jakob Oftebro som Torstein Raaby
- Agnes Kittelsen som Liv Heyerdahl
- Manuel Cauchi som Jose Bustamente
- Richard Trinder som Løjtnant Lewis